# Soufrière (quận)
Soufrière là một quận trên bờ biển Tây Nam của đảo Saint Lucia ở vùng biển Tây Ấn. Soufriere từng là thủ phủ của Saint Lucia trong thời thuộc Pháp. Bây giờ nó là một cảng đánh cá im lìm với ngành du lịch đang phát triển. Soufriere có vài thắng cảnh bao gồm "Suối Sunfat". Vườn bách thảo Kim Cương với thác nước và những suối tắm gắn liền với lịch sử của hòn đảo, với bãi biển Anse Chastanet về phía Bắc và Malgretout về phía Nam.

## Hình ảnh

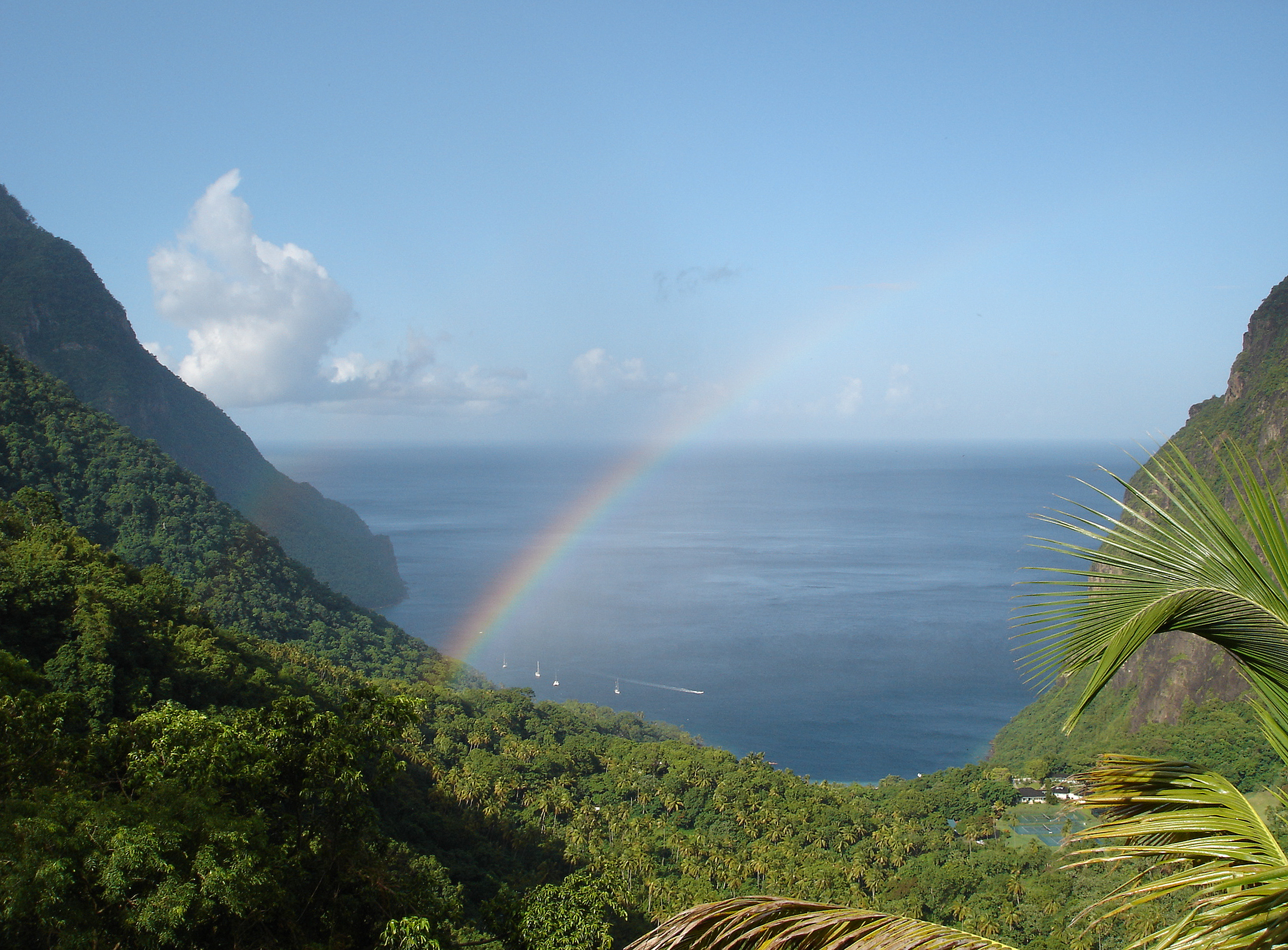
Piton Valley, một phần của Di sản Văn hóa Thế giới gần Soufrière
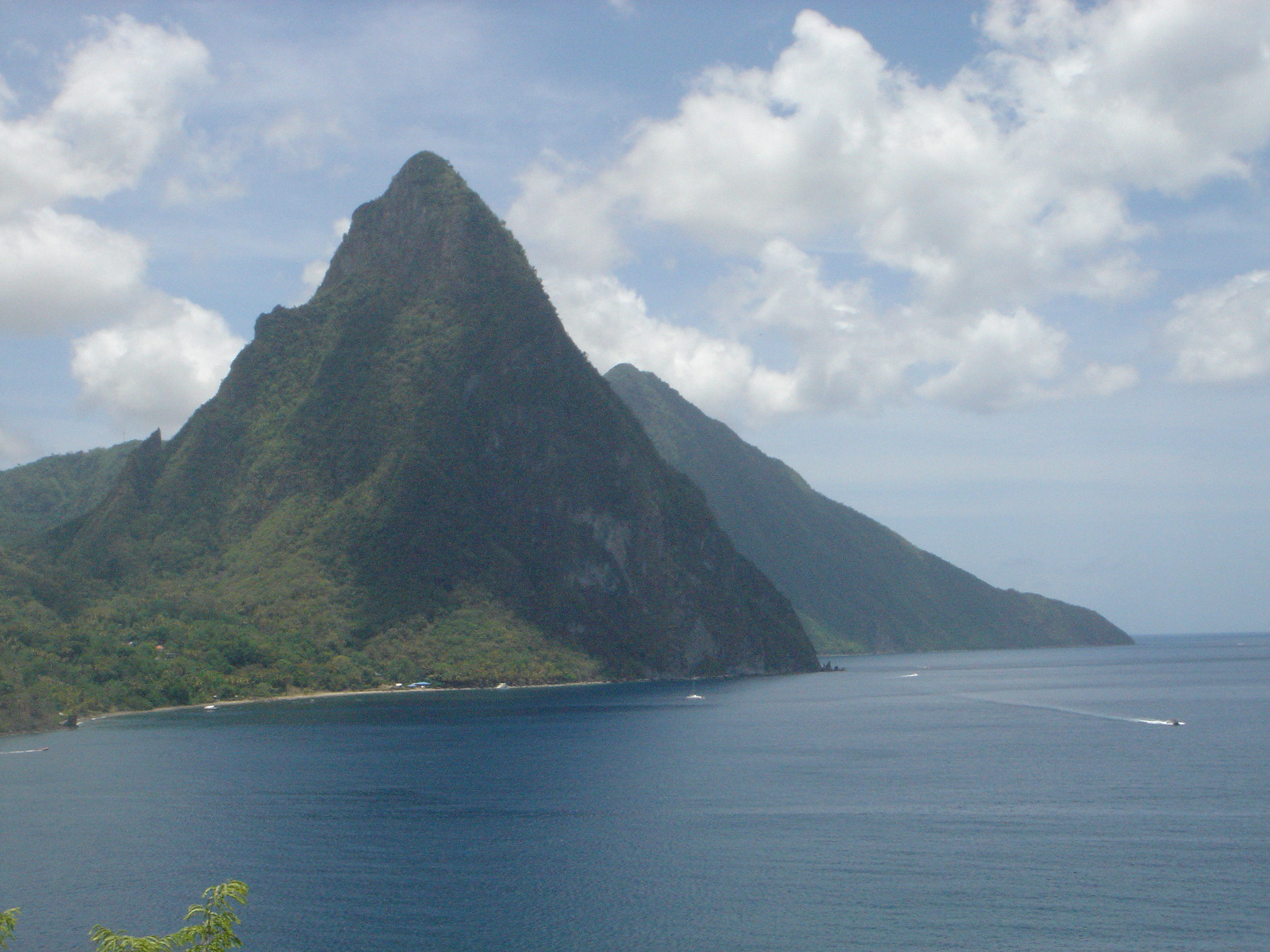
The Pitons tại Soufrière
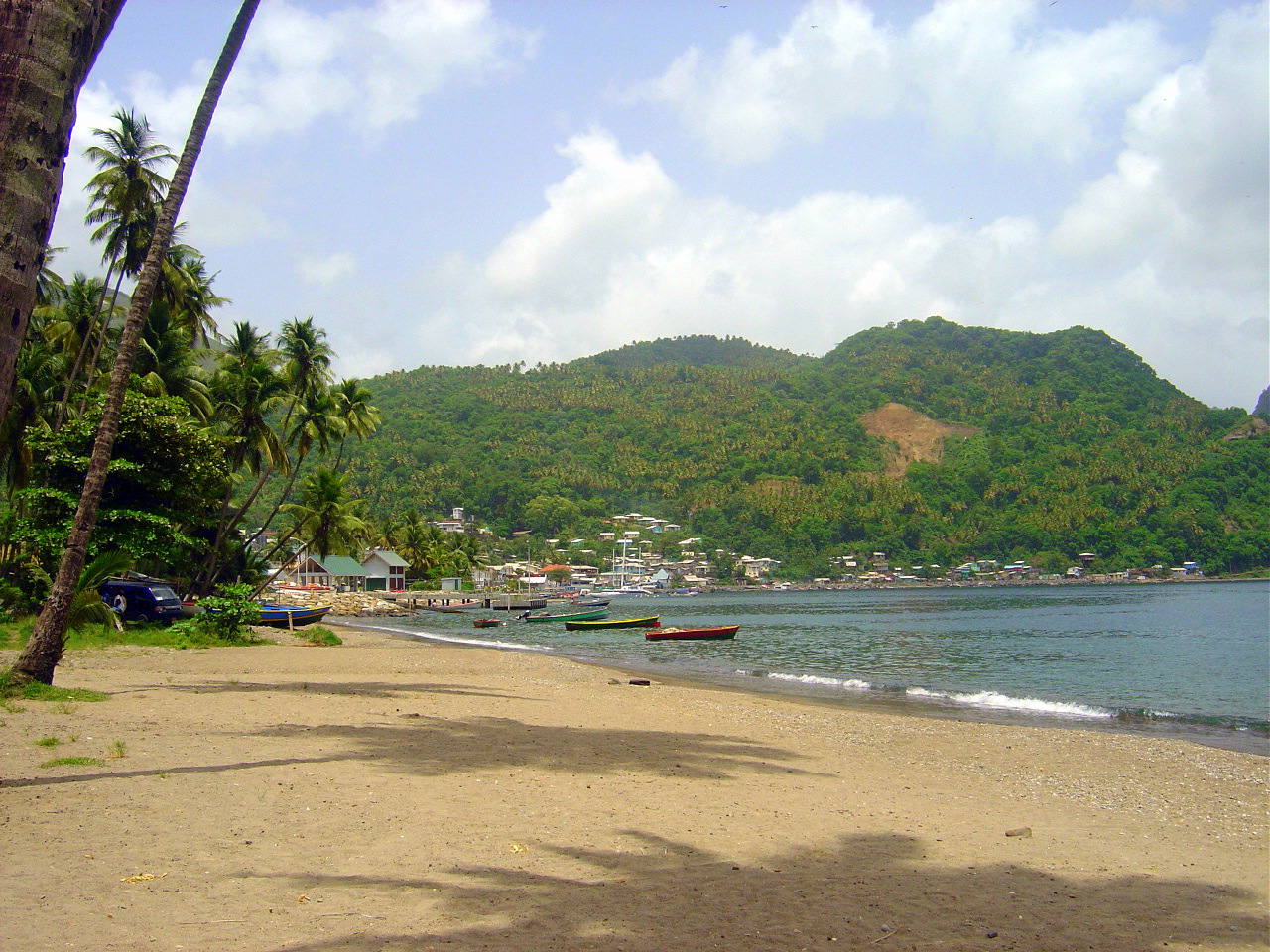
Vịnh Soufrière